# Eurovision Young Dancers 2001
Het Eurovision Young Dancers 2001 was de negende editie van het dansfestival en de finale werd op 24 juni 2001 gehouden in het Linbury Studio Theatre in Londen. Het was de eerste keer dat het Verenigd Koninkrijk het dansfestival organiseerde.

## Deelnemende landen
Zeventien landen namen aan deze editie van het Eurovision Young Dancers deel. Ierland nam voor het eerst deel. Terwijl Estland, Noorwegen en Oostenrijk terugkeerden.

## Jury
Matthew Bourne
 Amanda Miller
 Maina Gielgud
/ Samuel Wuersten
 Monique Veaute

## Overzicht

### Halve finale
| Land                | Artiest                             | Resultaat      |
| ------------------- | ----------------------------------- | -------------- |
| België              | Jeroen Verbruggen                   | gekwalificeerd |
| Cyprus              | Marina Kyriakidou                   | uit            |
| Duitsland           | Thiago Bordin                       | gekwalificeerd |
| Estland             | Sergei Upkin                        | gekwalificeerd |
| Finland             | Johanna Nuutinen                    | gekwalificeerd |
| Griekenland         | Olga Tsimourta & Tina Nassika       | uit            |
| Ierland             | Sarah Reynolds                      | uit            |
| Letland             | Anna Novikova                       | gekwalificeerd |
| Nederland           | Maartje Hermans & Golan Yosef       | gekwalificeerd |
| Noorwegen           | Tale Dolven                         | uit            |
| Oekraïne            | Leonid Sarafanov                    | uit            |
| Oostenrijk          | Rainer Krenstetter                  | uit            |
| Polen               | David & Marcin Kupinski             | gekwalificeerd |
| Slovenië            | Eva Gasparic                        | uit            |
| Tsjechië            | Marek Kasparovsky & Jiri Pokorny    | gekwalificeerd |
| Verenigd Koninkrijk | Jamie Bond                          | gekwalificeerd |
| Zweden              | Johan Thelander & Elizaveta Penkova | gekwalificeerd |
| Zwitserland         | Sarah Kora Dayanova                 | gekwalificeerd |

### Finale
| Plaats | Land                | Artiest                             |
| ------ | ------------------- | ----------------------------------- |
| 1      | Polen               | David & Marcin Kupinski             |
| 2      | België              | Jeroen Verbruggen                   |
| 3      | Nederland           | Maartje Hermans & Golan Yosef       |
| -      | Duitsland           | Thiago Bordin                       |
| -      | Estland             | Sergei Upkin                        |
| -      | Finland             | Johanna Nuutinen                    |
| -      | Letland             | Anna Novikova                       |
| -      | Tsjechië            | Marek Kasparovsky & Jiri Pokorny    |
| -      | Verenigd Koninkrijk | Jamie Bond                          |
| -      | Zweden              | Johan Thelander & Elizaveta Penkova |
| -      | Zwitserland         | Sarah Kora Dayanova                 |

## Wijzigingen

Deelnemende landen
Landen die in het verleden deelgenomen hebben
Landen die zich niet voor de finale kwalificeerden

### Debuterende landen
- Ierland
- Oekraïne

### Terugkerende landen
- Estland
- Noorwegen
- Oostenrijk

### Niet meer deelnemende landen
- Frankrijk
- Hongarije
- Spanje